# Medina abdominalis
Medina abdominalis är en tvåvingeart som beskrevs av Louis-Paul Mesnil 1971. Medina abdominalis ingår i släktet Medina och familjen parasitflugor. Inga underarter finns listade i Catalogue of Life.